# Heinz Imboden
Heinz Imboden (Bleienbach, 4 gennaio 1962) è un ex ciclista su strada svizzero.
Professionista dal 1985 al 1996, conta tre vittorie di tappa al Tour de Suisse e un successo finale al Giro del Trentino.

## Carriera
Imboden è stato un ciclista professionista dal 1985, il suo principale successo fu la vittoria al Giro del Trentino 1995. Nello stesso anno concluse tra i primi dieci della classifica generale del Giro d'Italia (ottavo a 16'23" dal connazionale Tony Rominger). Nel 1996, ultimo anno della sua carriera, sfiorò la vittoria nella sedicesima tappa del Giro d'Italia con arrivo a Losanna, ma fu battuto da Oleksandr Hončenkov.

## Palmarès
- 1983 (Dilettanti)

Campionati svizzeri, Prova in linea Dilettanti
- 1984 (Wuthrich)

Classifica generale Circuit des Ardennes
- 1986 (Cilo, tre vittorie)

Prologo Grand Prix Tell (Lucerna > Lucerna)
3ª tappa Grand Prix Tell (Reinach > Basilea)
Classifica generale Grand Prix Tell
- 1989 (Super U - Raleigh - Fiat, una vittoria)

Giro del Lago Maggiore
- 1990 (Helvetia - La Suisse, una vittoria)

3ª tappa Grand Prix Tell
- 1991 (Helvetia - La Suisse, due vittorie)

1ª tappa Tour de Suisse (San Gallo > San Gallo)
3ª tappa Tour de Suisse (Scuol > Giornico)
- 1994 (Brescialat - Refin, una vittoria)

7ª tappa Tour de Suisse (Locarno > Anzère)
- 1995 (Refin, due vittorie)

2ª tappa Giro del Trentino (Lagundo Merano Forst > Cavalese)
Classifica generale Giro del Trentino

#### Altri successi
- 1985 (Cilo)

Brügg bei Biel
- 1986 (Cilo)

Leimentalrundfahrt
- 1989 (Super U - Raleigh - Fiat)

2ª tappa Tour de France (Lussemburgo, cronosquadre)
- 1990 (Helvetia - La Suisse)

Corsa di Ninove

## Piazzamenti

### Grandi giri
- Giro d'Italia

1985: 70º
1986: 61º
1993: 17º
1994: ritirato (21ª tappa)
1995: 8º
1996: 50º
- Tour de France

1987: non partito (22ª tappa)
1989: ritirato (10ª tappa)
1996: ritirato (6ª tappa)

### Classiche
- Milano-Sanremo

1985: 58º
1986: 96º
1987: 147º
1993: 82º
- Giro delle Fiandre

1987: 66º
1993: 68º
1995: 65º
- Liegi-Bastogne-Liegi

1985: 44º
1986: 10º
1991: 86º
1995: 9º
- Giro di Lombardia

1985: 22º
1991: 52º
1993: 50º

### Competizioni mondiali
- Campionati del mondo

Altenrhein 1983 - Cronometro a squadre dilettanti: 2º
Altenrhein 1983 - In linea dilettanti: 37º
Giavera del Montello 1985 - In linea: 41º
Stoccarda 1991 - In linea: 19º
Oslo 1993 - In linea: ritirato
Agrigento 1994 - In linea: ritirato
- Giochi olimpici

Los Angeles 1984 - In linea: ritirato